# Philus globulicollis
Philus globulicollis är en skalbaggsart som beskrevs av Thomson 1861. Philus globulicollis ingår i släktet Philus och familjen långhorningar. Inga underarter finns listade i Catalogue of Life.